# Feuquières-en-Vimeu
Pour les articles homonymes, voir Feuquières.
Feuquières-en-Vimeu est une commune française située dans le département de la Somme, en région Hauts-de-France.
Depuis juillet 2020, la commune fait partie du parc naturel régional Baie de Somme - Picardie maritime.

## Géographie

### Localisation
Feuquières-en-Vimeu est un bourg picard du Vimeu.
À vol d'oiseau, la commune est située à 5 km de Friville-Escarbotin, 9 km au nord de Gamaches, 14 km à l'est d'Eu-le-Tréport, 17 km au sud-ouest d'Abbeville et à 55 km au nord-ouest d'Amiens.
Le territoire de la commune est limitrophe de ceux de cinq communes.
Les communes limitrophes sont  Aigneville, Chépy, Fressenneville, Nibas et Valines.

### Géologie et relief
Le territoire communal s'étend sur un plateau incliné en direction de la vallée de la Somme. Le relief est peu marqué.

### Hydrographie
La commune est située dans le bassin Artois-Picardie. Elle n'est drainée par aucun cours d'eau.

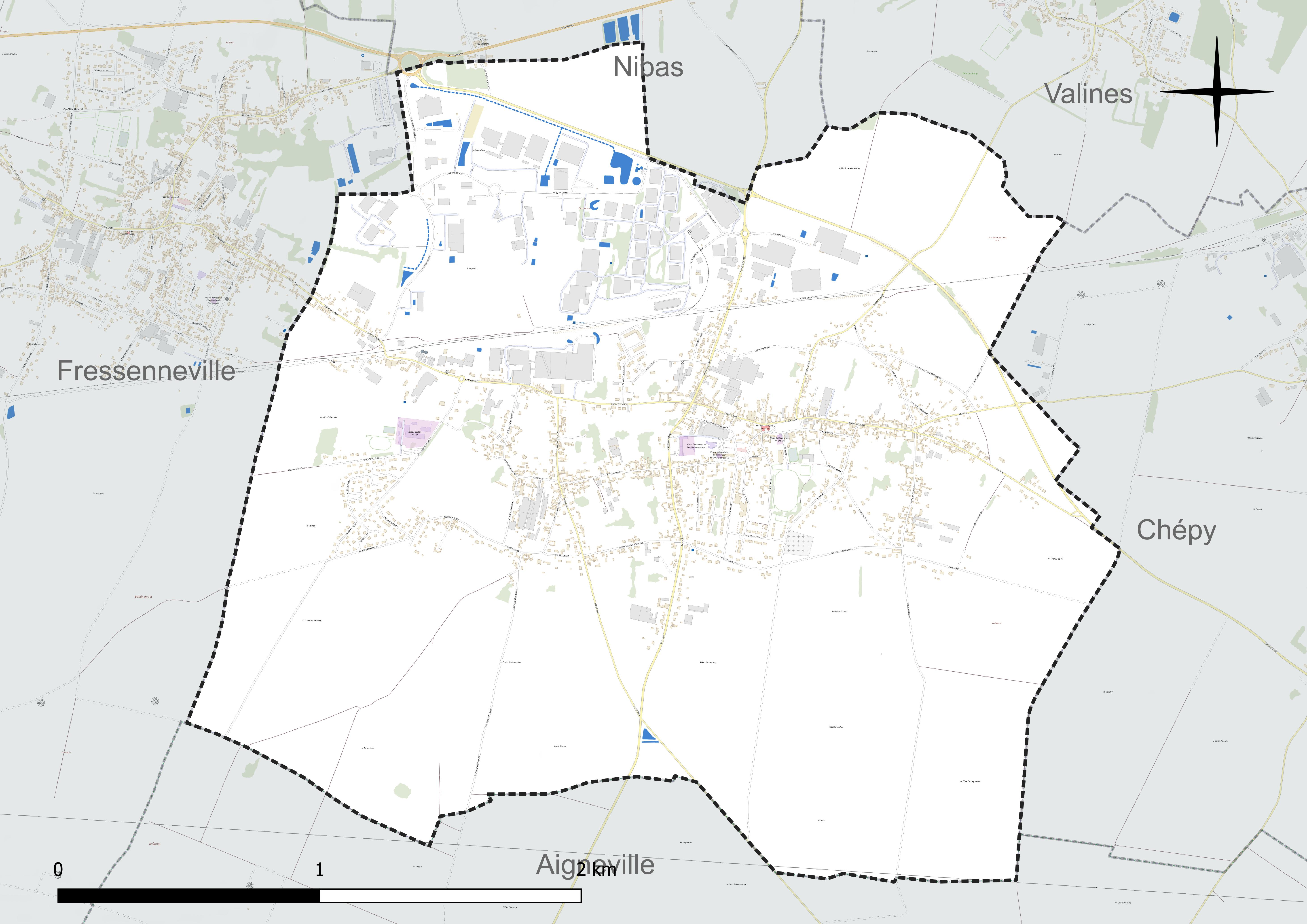
Réseau hydrographique de Feuquières-en-Vimeu.

### Climat
Pour des articles plus généraux, voir Climat des Hauts-de-France et Climat de la Somme.
En 2010, le climat de la commune est de type climat océanique franc, selon une étude du CNRS s'appuyant sur une série de données couvrant la période 1971-2000. En 2020, Météo-France publie une typologie des climats de la France métropolitaine dans laquelle la commune est exposée à un climat océanique et est dans la région climatique Côtes de la Manche orientale, caractérisée par un faible ensoleillement (1 550 h/an) ; forte humidité de l'air (plus de 20 h/jour avec humidité relative > 80 % en hiver), vents forts fréquents.
Pour la période 1971-2000, la température annuelle moyenne est de 10,2 °C, avec une amplitude thermique annuelle de 13,5 °C. Le cumul annuel moyen de précipitations est de 870 mm, avec 12,5 jours de précipitations en janvier et 8,9 jours en juillet. Pour la période 1991-2020, la température moyenne annuelle observée sur la station météorologique la plus proche, située sur la commune de Cayeux-sur-Mer à 15 km à vol d'oiseau, est de 11,4 °C et le cumul annuel moyen de précipitations est de 761,1 mm,. Pour l'avenir, les paramètres climatiques de la commune estimés pour 2050 selon différents scénarios d'émission de gaz à effet de serre sont consultables sur un site dédié publié par Météo-France en novembre 2022.

## Urbanisme

### Typologie
Au 1er janvier 2024, Feuquières-en-Vimeu est catégorisée petite ville, selon la nouvelle grille communale de densité à sept niveaux définie par l'Insee en 2022.
Elle appartient à l'unité urbaine de Feuquières-en-Vimeu-Fressenneville, une agglomération intra-départementale regroupant deux  communes, dont elle est ville-centre,,. Par ailleurs la commune fait partie de l'aire d'attraction de Friville-Escarbotin, dont elle est une commune du pôle principal,. Cette aire, qui regroupe 33 communes, est catégorisée dans les aires de moins de 50 000 habitants,.

### Occupation des sols
L'occupation des sols de la commune, telle qu'elle ressort de la base de données européenne d'occupation biophysique des sols Corine Land Cover (CLC), est marquée par l'importance des territoires agricoles (64,4 % en 2018), en diminution par rapport à 1990 (76,1 %). La répartition détaillée en 2018 est la suivante : 
terres arables (47 %), zones urbanisées (23,6 %), prairies (13,2 %), zones industrielles ou commerciales et réseaux de communication (12 %), zones agricoles hétérogènes (4,2 %). L'évolution de l'occupation des sols de la commune et de ses infrastructures peut être observée sur les différentes représentations cartographiques du territoire : la carte de Cassini (XVIIIe siècle), la carte d'état-major (1820-1866) et les cartes ou photos aériennes de l'IGN pour la période actuelle (1950 à aujourd'hui).

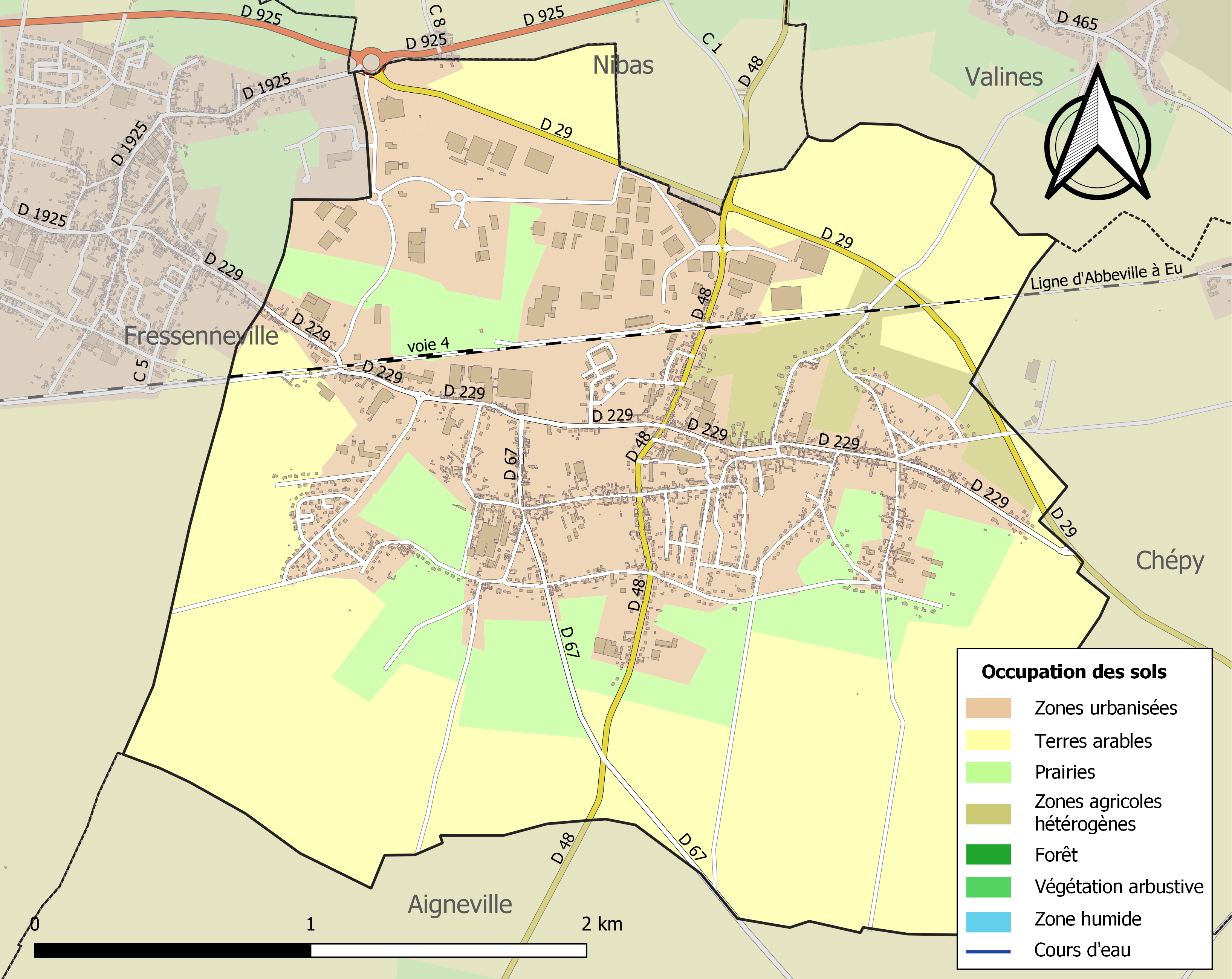
Carte des infrastructures et de l'occupation des sols de la commune en 2018 (CLC).

### Habitat et logement
En 2018, le nombre total de logements dans la commune était de 1 326, alors qu'il était de 1 225 en 2013 et de 1 155 en 2008.
Parmi ces logements, 88,5 % étaient des résidences principales, 1,7 % des résidences secondaires et 9,7 % des logements vacants. Ces logements étaient pour 86,1 % d'entre eux des maisons individuelles et pour 12,3 % des appartements.
Le tableau ci-dessous présente la typologie des logements à Feuquières-en-Vimeu en 2018 en comparaison avec celle de la Somme et de la France entière. Une caractéristique marquante du parc de logements est ainsi une proportion de résidences secondaires et logements occasionnels (1,7 %) inférieure à celle du département (8,3 %) mais supérieure à celle de la France entière (9,7 %). Concernant le statut d'occupation de ces logements, 63,6 % des habitants de la commune sont propriétaires de leur logement (65,4 % en 2013), contre 60,3 % pour la Somme et 57,5 pour la France entière.
| Typologie                                               | Feuquières-en-Vimeu | Somme | France entière |
| ------------------------------------------------------- | ------------------- | ----- | -------------- |
| Résidences principales (en %)                           | 88,5                | 83,3  | 82,1           |
| Résidences secondaires et logements occasionnels (en %) | 1,7                 | 8,3   | 9,7            |
| Logements vacants (en %)                                | 9,7                 | 8,4   | 8,2            |

### Voies de communication et transports
Le nord du territoire communal est tangenté par l'ancien tracé de l'ex-RN 25 (actuelle RD 925). Les routes départementales structurent les espaces urbains : l'axe de la RD 29 au nord et la RD 229 au centre du nord-ouest au sud-est, et celui de la RD 48  du nord-est au sud-ouest. Le réseau secondaire est organisé en un maillage lâche.
L'ancienne voie ferrée de la ligne Abbeville - Eu coupe la commune suivant un axe est - ouest, en limite nord des espaces urbanisés.
Deux stations permettaient l'accès aux dessertes ferroviaires : la gare de Feuquerolles et la gare de Feuquières - Fressenneville (ou de la Hayette). En 2018, la desserte ferroviaire de la SNCF est remplacée par un service de transports par autocar.

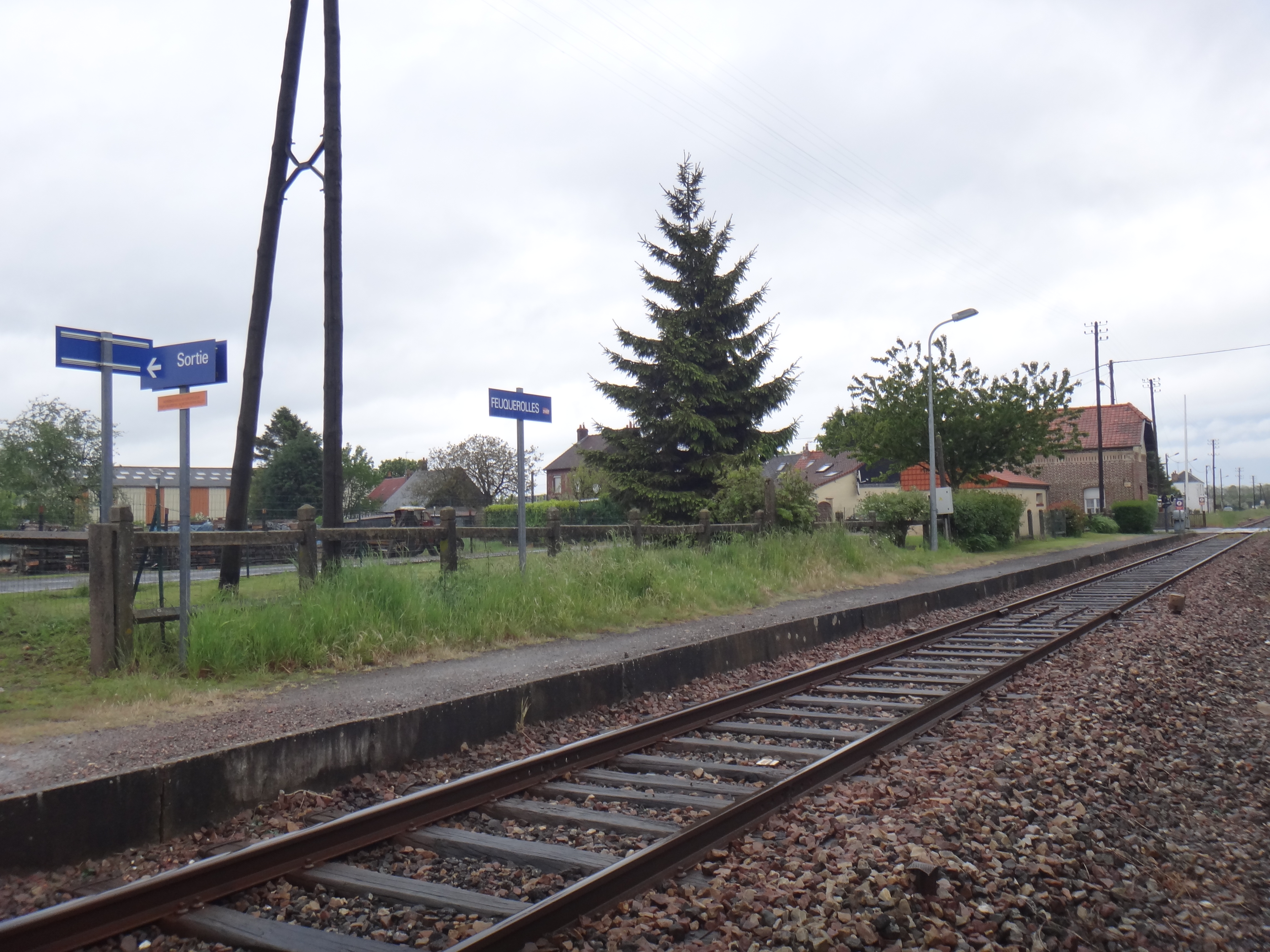
La halte de Feuquerolles
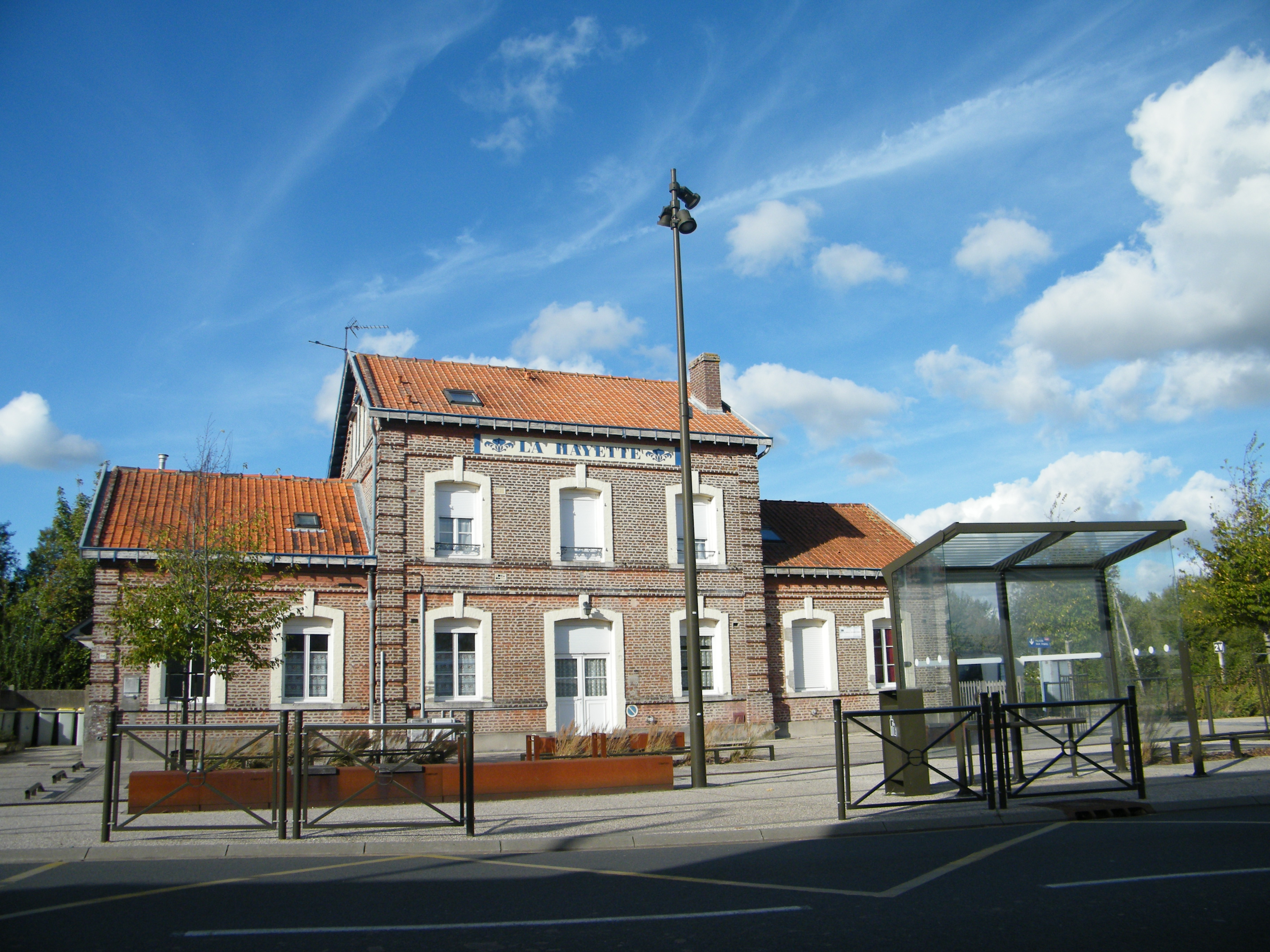
La gare de la Hayette

## Toponymie
Le nom de la localité est attesté sous les formes Filcuria en 856 ; Filcariæ en 1067 ; Fulcherense territorium… ; Filcheri en 1186 ; Feuquiera en 1187 ; Feukières en 1253 ; Feukeriæ en 1271 ; Fouquières en 1279 ; Feuquieriæ en 1280 ; Feuquières en 1280 ; Feuqueriæ en 1281 ; Feucheriæ en 1281 ; Feuquières-en-Vimeu en 1511 ; Feuguerre en 1648 ; Feuquères en 1657 ; Feuquière en 1710 ; Feucquierres en 1753 ; Feuquières-en-Vimeux en 1757 ; Feucquières en 1763 ; Fuquières-en-Vimeux en 1764 ; Feuquerre en 1766 ; Feuquière-en-Vimeu en 1840.
Le nom « Feuquières » trouverait son origine dans une transformation, sur le long terme. Elle serait liée, entre autres, à la langue régionale, à partir du mot « fougères », faisant vraisemblablement référence à l'environnement initial sur lequel s'est fondée la commune.
Le Vimeu est une région naturelle, située dans l'ouest de la Picardie et délimitée par deux vallées, celle de la Bresle au sud  et celle de la Somme au nord.
En picard du Vimeu, Feuquières-en-Vimeu se dit Feutchére-in-Vimeu.

## Histoire
Feuquières et Feuquerolles, en Picardie, étaient du diocèse d'Amiens et doyenné de Gamaches, de l'intendance et élection d'Amiens, et du parlement de Paris. La seigneurie appartenait à l'abbaye de Saint Riquier.
Dans une nuit de mai 1844, un incendie en « cascades » détruit trente-huit maisons, sans compter les granges, dépendances et autres annexes. Il y a des blessés et près de quarante familles sont sans logis.

Feuquières-en-Vimeu au tout début du XXe siècle
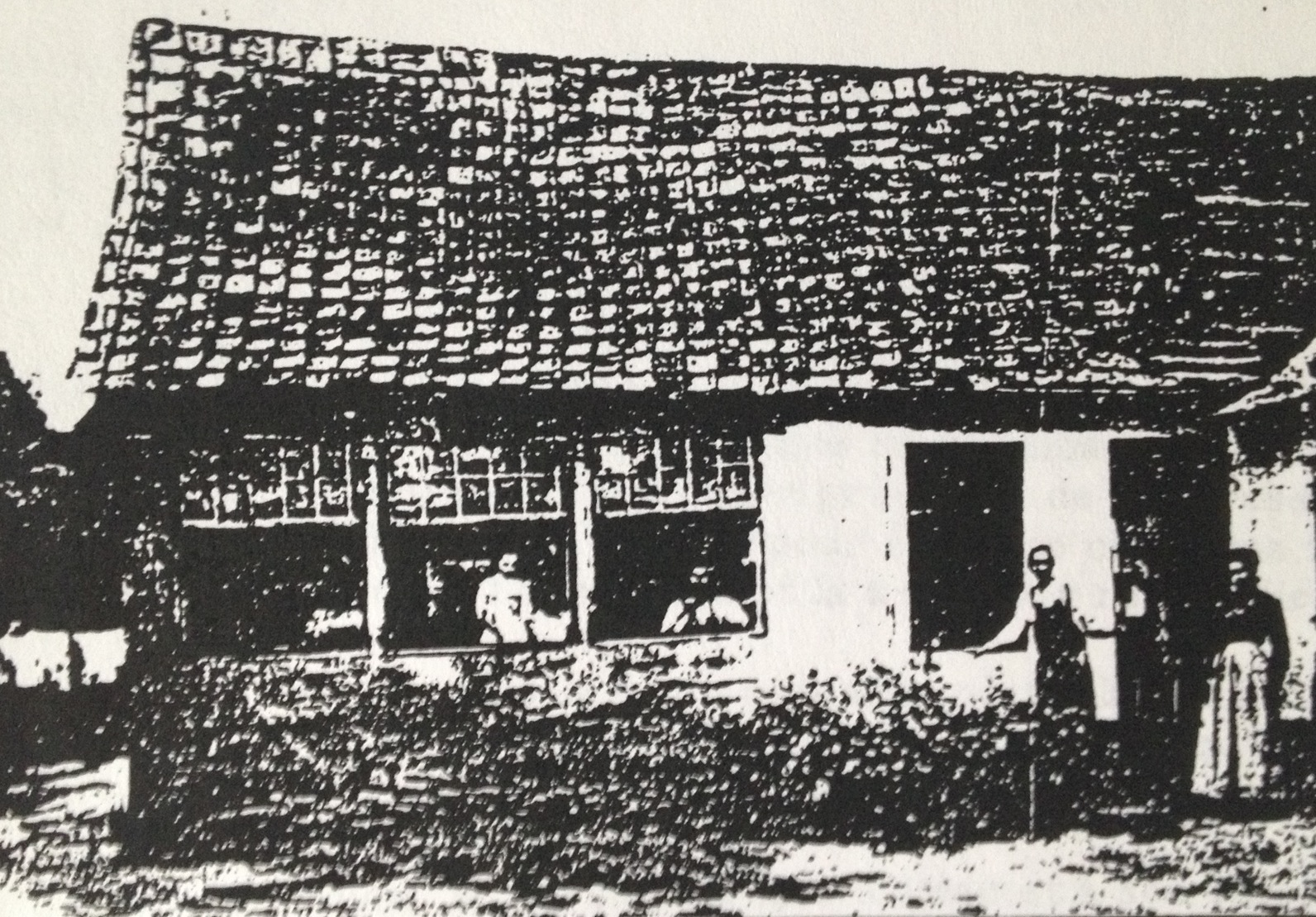
Atelier de serruriers vers 1905

Carl Auer von Welsbach, inventeur du manchan Auer, installe en 1892 l'entreprise Auer, qui fabrique alors cette lampe à gaz incandescent. La production de l'entreprise s'adapte aux évolutions du marché et concerne désormais essentiellement la production des pompes à chaleur et chauffe-eau thermodynamiques
L'activité sucrière s'implante en 1902, un établissement extrait le sucre de la betterave. Une fonderie le remplace en 1912.

## Politique et administration

### Rattachements administratifs et électoraux
Rattachements administratifs
La commune se trouve dans l'arrondissement d'Abbeville du département de la Somme.
Elle faisait partie depuis 1801 du canton de Moyenneville. Dans le cadre du redécoupage cantonal de 2014 en France, cette circonscription administrative territoriale a disparu, et le canton n'est plus qu'une circonscription électorale.
Rattachements électoraux
Pour les élections départementales, la commune fait partie depuis 2014 du canton de Gamaches
Pour l'élection des députés, elle fait partie de la troisième circonscription de la Somme.

### Intercommunalité
Feuquières-en-Vimeu était membre de la communauté de communes du Vimeu Industriel, un établissement public de coopération intercommunale (EPCI) à fiscalité propre créé en 1997 et auquel la commune avait transféré un certain nombre de ses compétences, dans les conditions déterminées par le code général des collectivités territoriales.
Dans le cadre des dispositions de la loi portant nouvelle organisation territoriale de la République du 7 août 2015, qui prévoit que les établissements publics de coopération intercommunale (EPCI) à fiscalité propre doivent avoir un minimum de 15 000 habitants, cette intercommunalité a fusionné avec sa voisine pour former, le 1er janvier 2017, la communauté de communes du Vimeu dont Feuquières-en-Vimeu est désormais membre.

### Liste des maires
| Période                                  | Période                     | Identité                | Étiquette    | Qualité |
| ---------------------------------------- | --------------------------- | ----------------------- | ------------ | --- |
| Les données manquantes sont à compléter. |                             |                         |              | |
| 1870                                     | 1874                        | Florentin Ducorroy      | Radical      | Fabricant de serrures Élu depuis 1852, nommé maire en septembre 1870 |
| 1874                                     | 1878                        | Hyppolite Dehesdin      | Ordre moral  | Propriétaire - cultivateur |
| 1878                                     | 1892                        | Florentin Ducorroy      | Radical      | Fabricant de serrures Conseiller d'arrondissement du canton de Moyenneville (1874-1892) Décédé en cours de mandat |
| 1892                                     | 1916                        | Achille-Liévin Davergne | PRRRS        | Industriel |
| 1919                                     | 1925                        | Henri Lesquibin         | PRRRS        | |
| 1925                                     | 1938                        | Clotaire Frété          | SFIO         | Serrurier, conseiller municipal depuis 1912 Décédé en cours de mandat |
| 1938                                     | 1939                        | Alfred Dumont           | SFIO         | Démissionnaire |
| 1939                                     | octobre 1939                | Philéas Grilly          | PCF          | Serrurier Conseil municipal suspendu par le Gouvernement Édouard Daladier (5) à la suite de la signature du Pacte germano-soviétique |
| octobre 1939                             | 1944                        | Gabriel Sergeant        |              | Négociant Président de la délégation spéciale nommée par le gouvernement |
| 1944                                     | 1945                        | Philéas Grilly          | PCF          | Serrurier |
| Les données manquantes sont à compléter. |                             |                         |              | |
|                                          | 1977                        | Léonce Basse            | SFIO puis PS | Directeur d'école |
| 1977                                     | 1983                        | François Vauquelin      | PS           | Président du SIVOM du Vimeu (1977 → 1983) |
| mars 1983                                | mars 2001                   | Marius Fustier          | DVG          | |
| mars 2001                                | mars 2021,                  | Bernard Davergne,       | PS           | Professeur des écoles retraité Président de la CC du Vimeu industriel (2008 → 2016) Président de la CC du Vimeu (2017 → 2021) Conseiller général de Moyenneville (2009 → 2015) Conseiller départemental de Gamaches (2015 → 2021) Décédé en cours de mandat |
| avril 2021                               | En cours (au 15 avril 2021) | Maryline Heckmann       | DVG          | Responsable d'un service de protection de l'enfance à Abbeville |

### Distinctions et labels
Au classement des villes et villages fleuris, une fleur récompense en 2015 les efforts locaux en faveur de l'environnement.

## Équipements et services publics

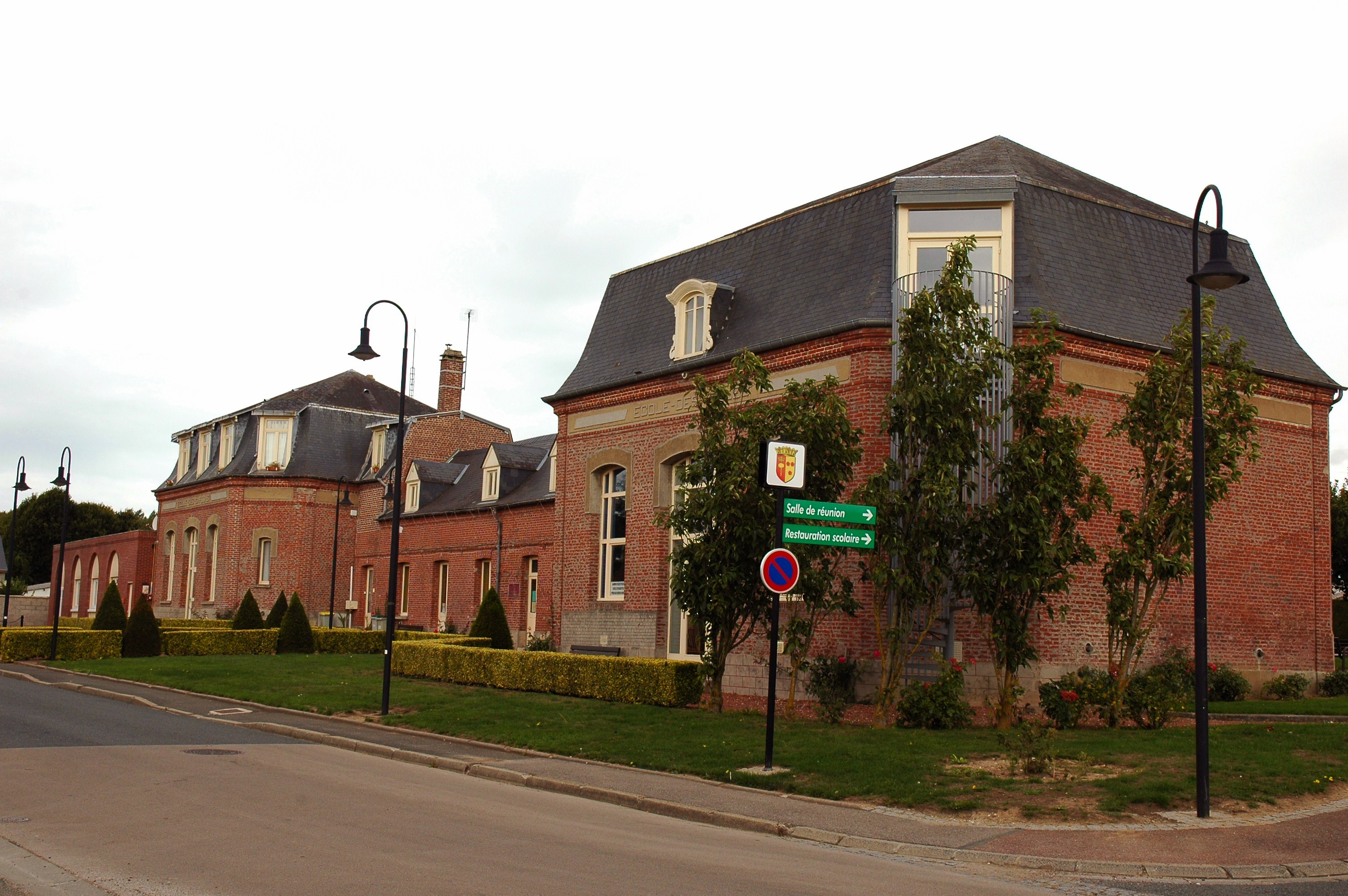
La salle des associations, cantine scolaire.

### Enseignement
La commune s'est dotée d'une école maternelle et d'une école élémentaire qui comptent 170 élèves en 2020 (soit 5 classes maternelles et 8 classes primaires), avec une cantine scolaire qui accueille, en 2019, entre 100 et 120 enfants. Un service de transport scolaire est mis en place par la commune pour acheminer les élèves vers leurs écoles.
Elle dispose également du collège Gaston Vasseur, qui faillit fermer en 2018, malgré une réussite aux examens au-delà des attendus,. Son gymnase, utilisé par les collégiens et les associations sportives locales,  est rénové en 2021/22 par la communauté de communes du Vimeu.

### Équipements culturels
La commune dispose d'une  bibliothèque municipale et accueille une harmonie.

### Santé
La ville dispose[Quand ?] d'une maison médicale où exercent plusieurs médecins généralistes[réf. nécessaire], ainsi que de la maison de retraite la Marpa les Aïeuls.

### Justice, sécurité, secours et défense
La commune dispose d'un centre de secours et d'intervention des sapeurs-pompiers, dont le déplacement dans un ancien garage est prévu en 2021,.

### Autres équipements
La commune se dote en 2021 d'un bâtiment neuf pour le  pôle enfance et jeunesse, derrière le gymnase de la zone industrielle,

## Population et société

### Démographie
L'évolution du nombre d'habitants est connue à travers les recensements de la population effectués dans la commune depuis 1793. Pour les communes de moins de 10 000 habitants, une enquête de recensement portant sur toute la population est réalisée tous les cinq ans, les populations de référence des années intermédiaires étant quant à elles estimées par interpolation ou extrapolation. Pour la commune, le premier recensement exhaustif entrant dans le cadre du nouveau dispositif a été réalisé en 2005.

En 2022, la commune comptait 2 432 habitants, en évolution de −5,74 % par rapport à 2016 (Somme : −1,26 %, France hors Mayotte : +2,11 %).
| 1793  | 1800  | 1806  | 1821  | 1831  | 1836  | 1841  | 1846  | 1851  |
| ----- | ----- | ----- | ----- | ----- | ----- | ----- | ----- | ----- |
| 1 062 | 1 024 | 1 232 | 1 229 | 1 322 | 1 405 | 1 395 | 1 512 | 1 512 |

| 1856  | 1861  | 1866  | 1872  | 1876  | 1881  | 1886  | 1891  | 1896  |
| ----- | ----- | ----- | ----- | ----- | ----- | ----- | ----- | ----- |
| 1 520 | 1 563 | 1 676 | 1 657 | 1 732 | 1 783 | 1 813 | 1 860 | 1 801 |

| 1901  | 1906  | 1911  | 1921  | 1926  | 1931  | 1936  | 1946  | 1954  |
| ----- | ----- | ----- | ----- | ----- | ----- | ----- | ----- | ----- |
| 1 830 | 1 862 | 1 892 | 1 952 | 2 018 | 1 976 | 1 983 | 1 844 | 2 010 |

| 1962  | 1968  | 1975  | 1982  | 1990  | 1999  | 2005  | 2006  | 2010  |
| ----- | ----- | ----- | ----- | ----- | ----- | ----- | ----- | ----- |
| 2 082 | 2 249 | 2 617 | 2 499 | 2 428 | 2 370 | 2 445 | 2 464 | 2 509 |

| 2015  | 2020  | 2022  | - | - | - | - | - | - |
| ----- | ----- | ----- | - | - | - | - | - | - |
| 2 584 | 2 466 | 2 432 | - | - | - | - | - | - |

### Vie culturelle
Une troupe de théâtre amateur, la compagnie Altus, a basé son activité à Feuquières.

### Sports
- L'AFSB (Avenir Feuquières Saint-Blimont) est un club de handball créé en 1988, reconnu aux niveaux régional et national avec des équipes séniors présentes en prénational, N3 voire N2 au gré des saisons sportives. En 2018, le club compte 203 licenciés. L'école de handball, avec ses 40 licenciés, décroche le label or[48]. L'équipe féminine a fusionné en 2013 avec celle de l'EAL Abbeville pour former l'Entente Abbeville-Feuquières, en revanche les 2 clubs restent indépendant pour les équipes masculines et jeunes.
- L'AAEF, club de football.
- Feuquières-en-Vimeu TC, club de tennis.
- Feuquières-en-Vimeu TT, club de tennis de table.

La société de chasse a été créée en 1919.

## Économie
Le territoire communal héberge de nombreuses entreprises dont une majorité sur la zone industrielle du Vimeu, tels que Decayeux, Devismes,  spécialisée dans la découpe de métaux en feuille, la tôlerie et les systèmes de serrures pour le secteur du bâtiment et du ferroviaire,, Valentin, spécialiste français en équipements sanitaires grand public et professionnel, Davergne, spécialisée dans le traitement de surface (chromage, galvanoplastie), Picard serrures, Velux,, Bricard,...
L'entreprise AUER, spécialisée dans les solutions de chauffage et eau chaude sanitaire emploie 170 salariés fin 2017,,.
L'extension de la zone d'activité est engagée par l'intercommunalité, qui demande en 2020 une déclaration d'utilité publique permettant, si nécessaire, d'exproprier un grand terrain de 2,6 ha.
En 2019, la commune compte 8 commerces de proximité ainsi qu'un marché hebdomadaire.

## Culture locale et patrimoine

### Lieux et monuments
- Église Notre-Dame-de-l'Assomption.
- Monument aux morts dédié aux combattants d'Afrique du Nord
- Arbre de la liberté, près duquel sont plantés en 2019 deux arbres, l'un célébrant la fraternité et  l'autre l'égalité[65].

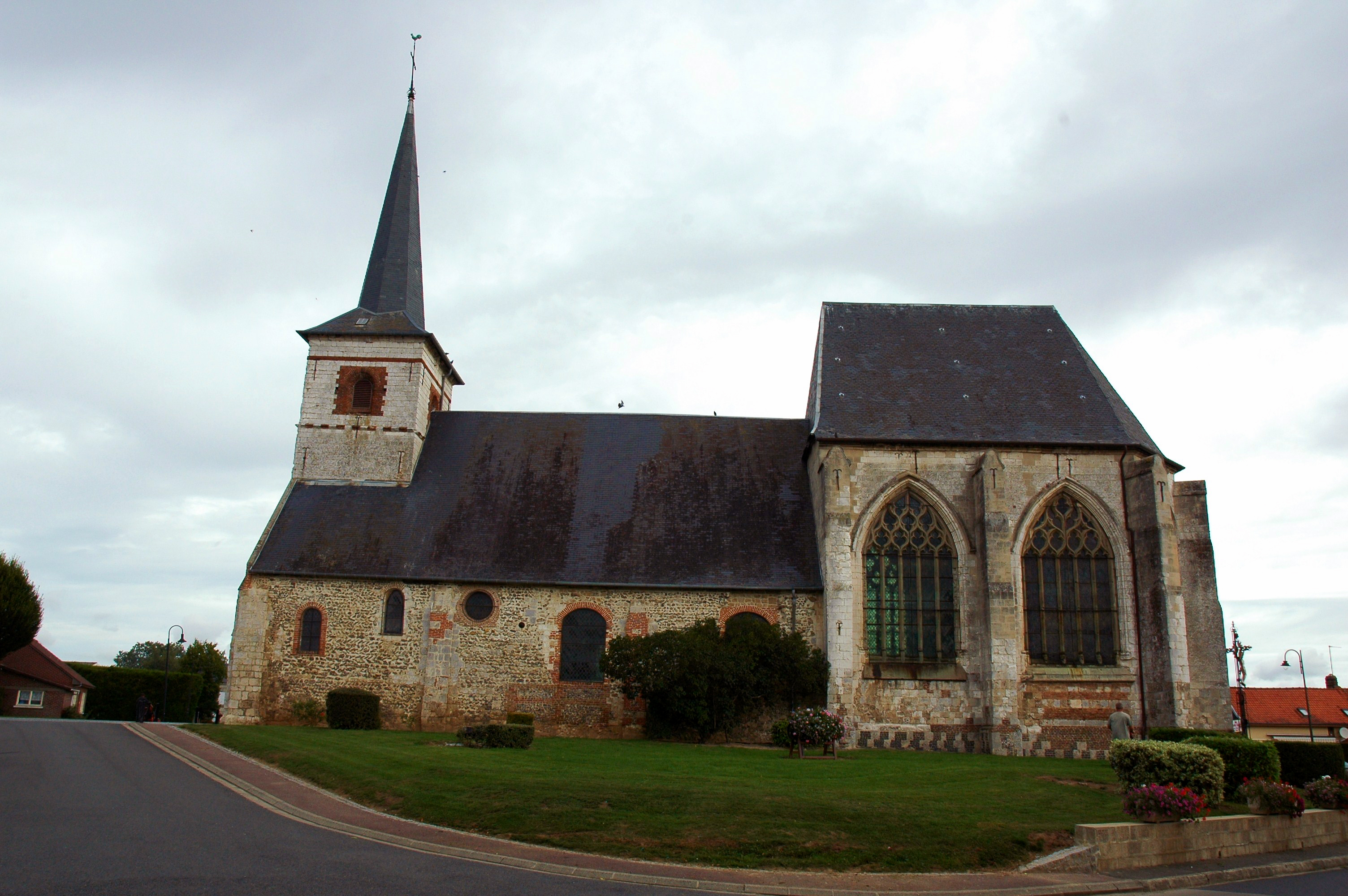
L'église, dans son environnement « valorisé ».
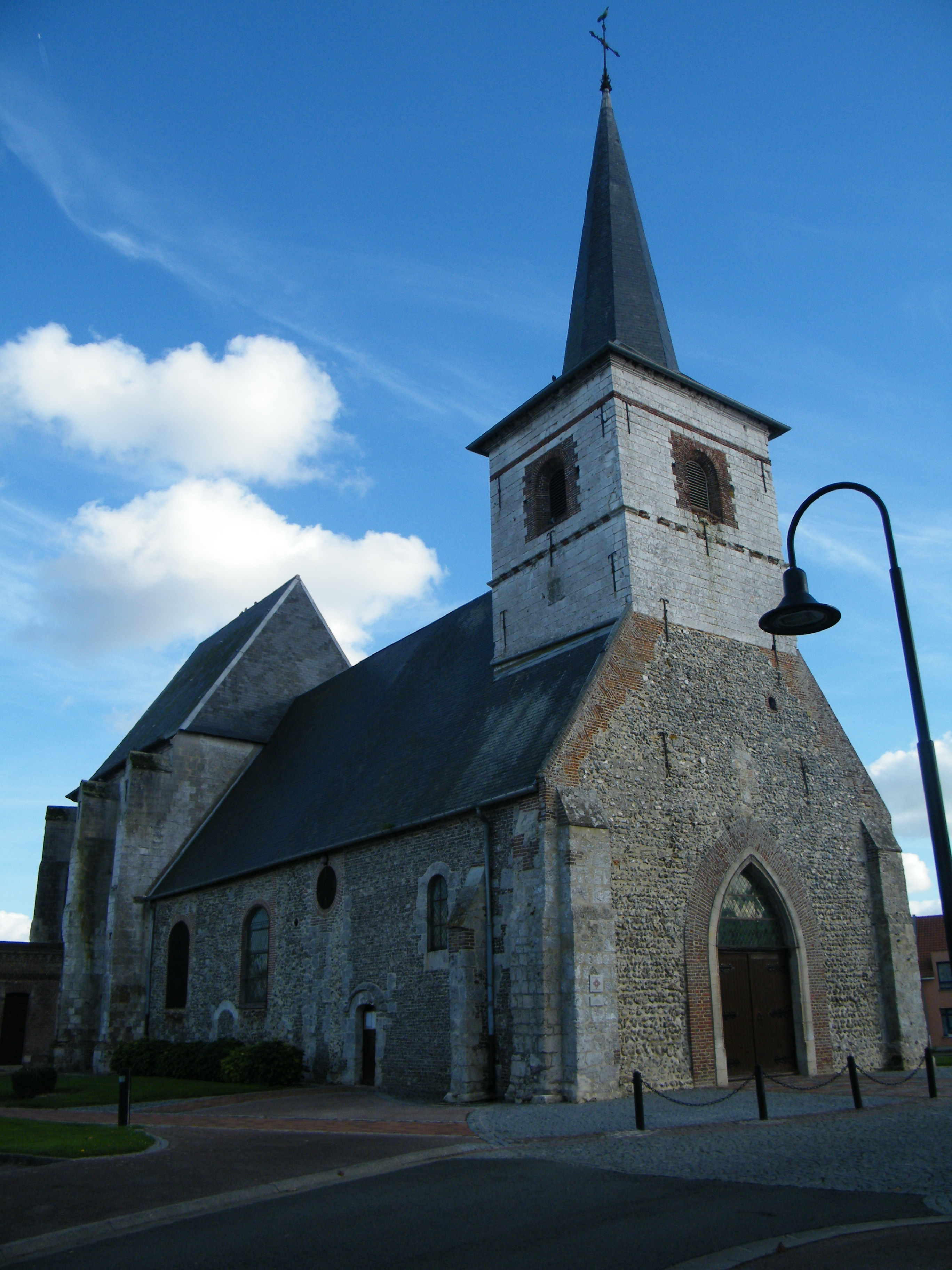
Façade de l'église
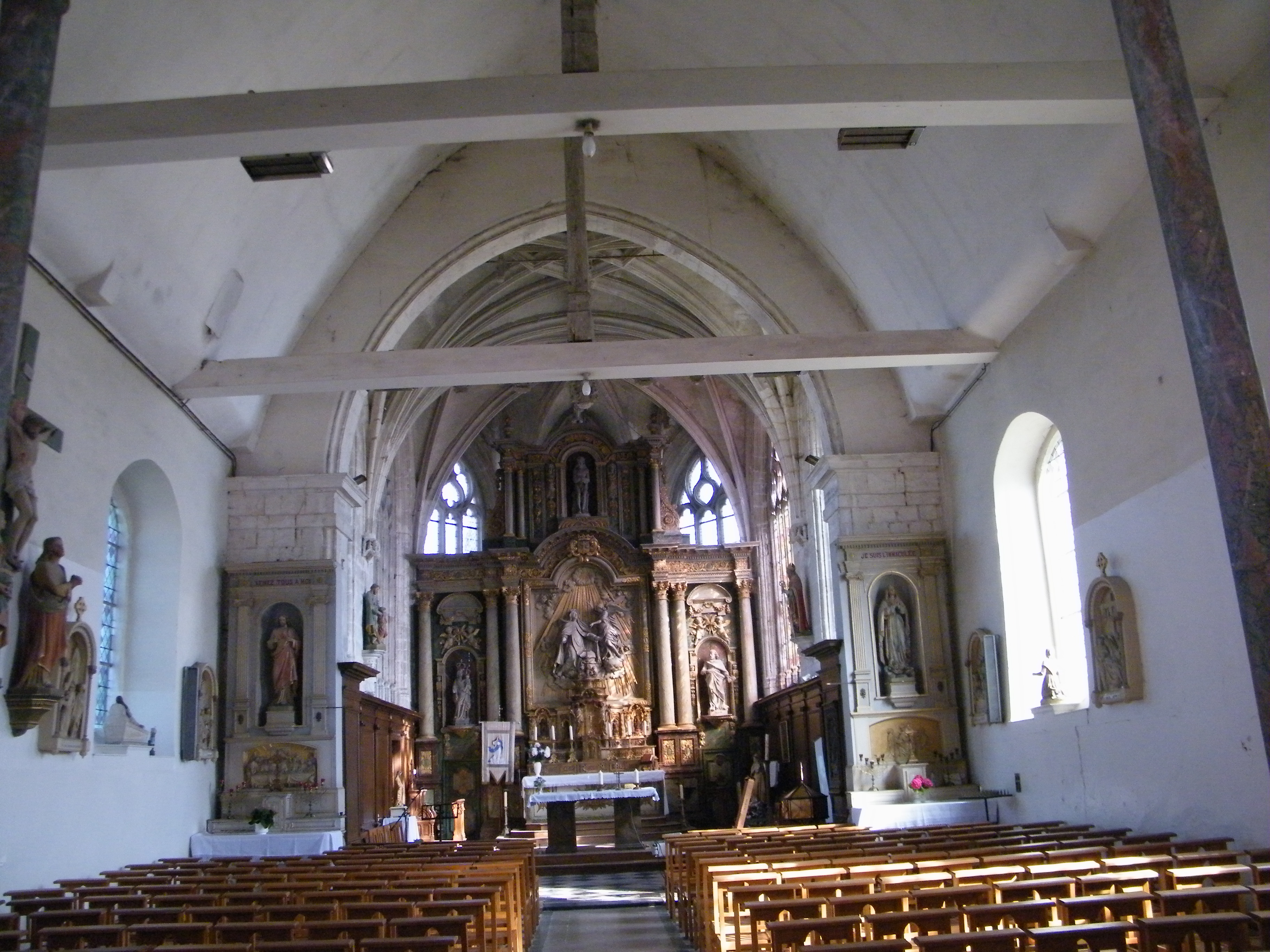
La nef et le chœur de l'église
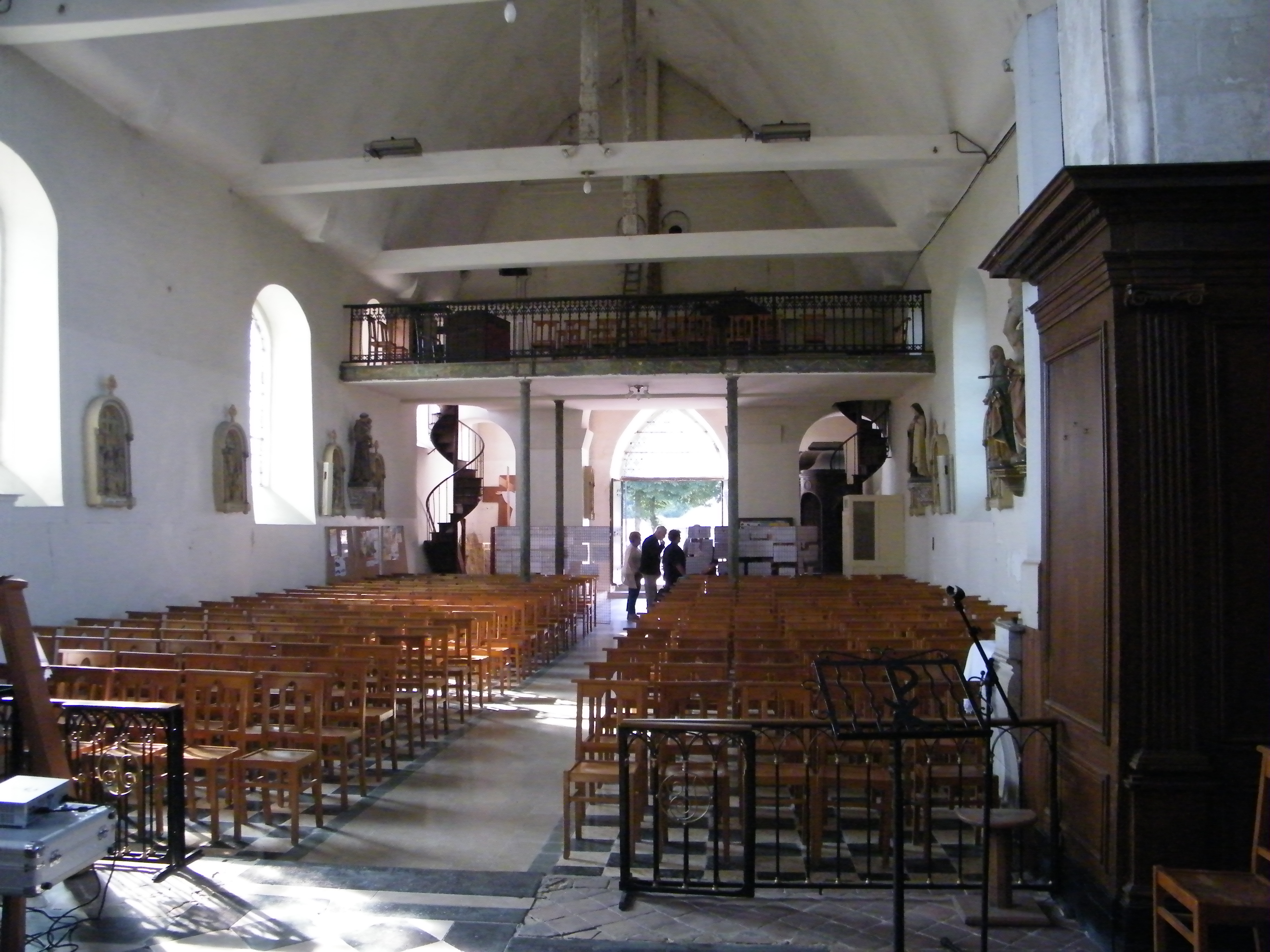
La nef et la tribune de l'église
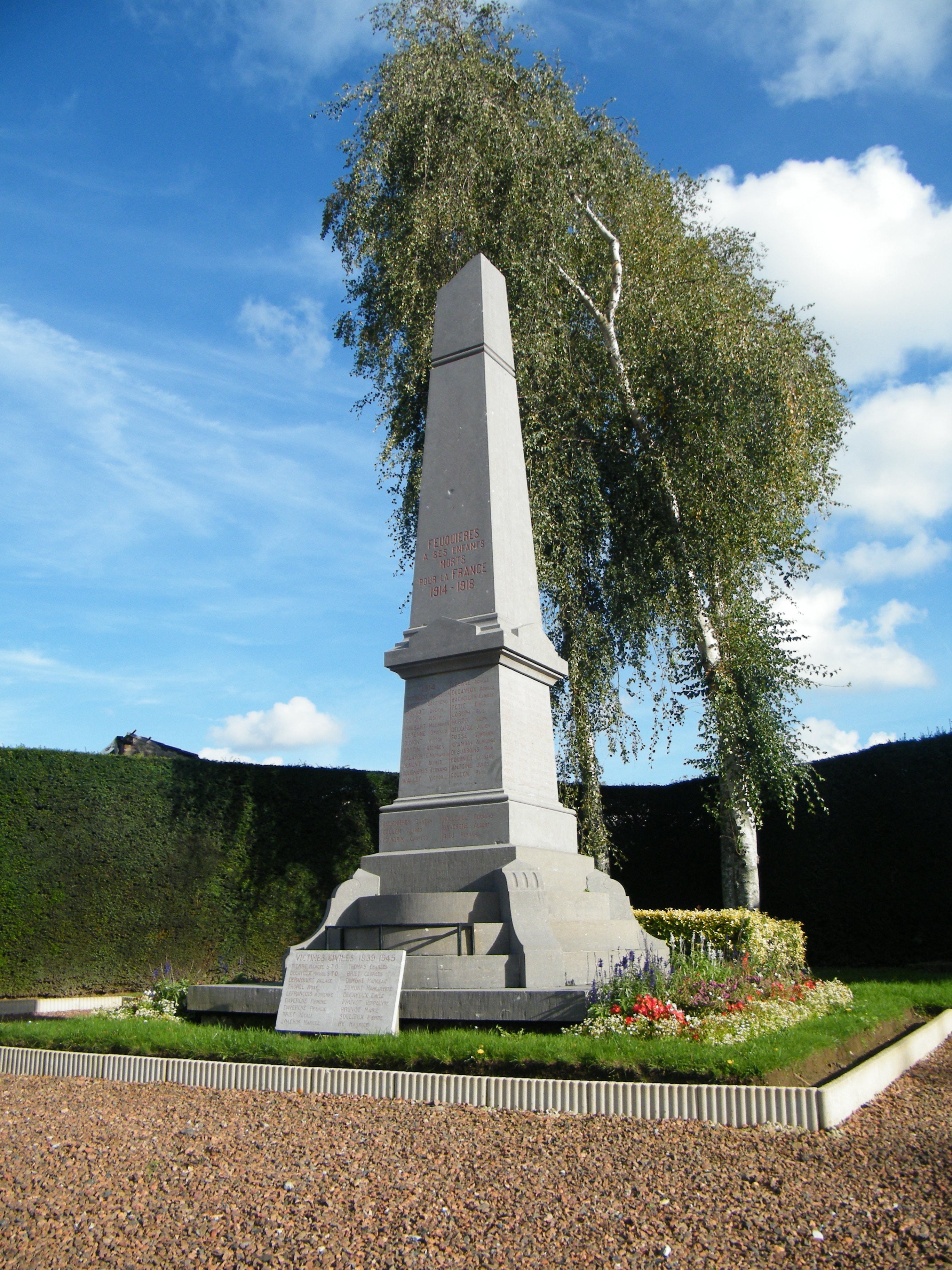
Monument aux morts.

### Personnalités liées à la commune
- Pierre de Feuquières est mentionné dans des documents portant son sceau du XVe siècle[66].
- Marie-Charlotte Léger (née en 1996), footballeuse internationale française, a grandi à Feuquières-en-Vimeu[67].

### Héraldique
| Blason de Feuquières-en-Vimeu | Blason  | Parti: au 1er de gueules au maillet surmonté d'une couronne d'or, au 2e d'or à trois roses de gueules. Ornements extérieursCouronne murale : trois tours |
| Blason de Feuquières-en-Vimeu | Détails | La commune a repris le blason de Pierre de Feuquières, originaire du lieu. Utilisé par la commune, le statut officiel reste à déterminer.                |